# 呂鵬雲
吕鵬雲（？—？），號淇南，直隸大名府东明县民籍。明朝政治人物。

## 生平
萬曆四十年（1612年）壬子科鄉試舉人，四十四年（1616年）中丙辰科進士，户部觀政，授任山東鉅野縣知縣，天啓元年本省同考，二年行取考选，授南浙江道御史，巡视下江。四年升大理寺丞，五年六月往南直隶凤阳、淮安二府督催馬价银两。崇祯二年京察去職。

## 家族
曾祖吕洪。祖吕源湧，寿官。父吕可教，以子鹏云貴，赠大理寺寺丞。弟吕鶚雲，萬曆戊午舉人。

## 引用
1. ↑  《萬曆四十四年丙辰科進士履歷》：吕鹏云，淇南，春秋一房，丁亥十一月初八日生。东明县人，壬子六十四，会七十，三甲三十三名。户部政，授巨野知县，辛酉本省同考，壬戌行取，授南浙江道御史，癸亥巡视下江，甲子升大理寺丞，己巳京察。
2. ↑  天启二年四月，吏部考选，拟授科道：章允儒、薛文周吏科；罗尚忠、许宗礼户科；熊奋渭、彭汝楠礼科；赖良佐、沈应时、林宗载、魏照乘、朱大典兵科；沈惟炳、傅櫆、张鹏云、薛大中、顾其仁刑科；陈尔翼、郭兴治、方有度工科；陈熙昌、陆文献、郭兴言、王琨候科缺填补；杨栋朝南京礼科；俱给事中。张文熙、帅众、曹守勋浙江道；李懋芳、朱泰祯福建道；吴之仁湖广道；马鸣世山东道；吴甡、喻思恂、樊尚燝山西道；沈犹龙、蒋允仪陕西道；练国事、张应辰四川道；刘徽、李玄广东道；周宗文贵州道；李蕃、霍锳、刘璞、方大任、张矿、刘廷佐、徐吉、胡良机、胡士奇、梁梦环、何廷枢、王政新、周汝弼、庞尚廉、胡其俊、宋师襄、崔奇观、刘四端、吴尚默、杨方盛、王会图俱候道缺填补；吕鹏云南京浙江道；陈必谦江西道；涂世叶山东道；黄公辅山西道；刘之凤陕西道；万言扬四川道，俱南京。
3. ↑  《大名府志》
4. ↑  天启五年六月，命太仆寺少卿朱童蒙往山东济南、兖州二府；陈九畴往北直河间府；大理寺寺丞馮三元往蓟州、永平府；寺丞吕鹏云往南直凤阳、淮安二府守催天启四年、五年分见徵马价银两。
5. ↑  《東明縣志》